# 인터랙티브 브로커스
인터랙티브 브로커스(Interactive Brokers, Inc., IB)는 코네티컷주 그리니치에 본사를 두고 있는 미국의 다국적 중개 회사이다. 일일 평균 수익 거래 수 기준으로 미국 최대 규모의 전자거래 플랫폼을 운영하고 있으며, 2023년에는 거래일당 평균 300만 건의 거래를 처리했다. 이 회사는 주식, 옵션, 선물 계약, EFP, 선물 옵션, 외환, 채권, 뮤추얼 펀드 및 암호화폐를 중개한다. 옴니버스 및 비공개 브로커 계좌를 제공하며 전 세계 200개 소개 브로커에게 청산 서비스를 제공한다. 34개국에서 27개 통화로 운영되고 있으며 260만 명의 기관 및 개인 중개 고객을 보유하고 있으며, 2023년 12월 31일 기준 총 고객 자산은 4,260억 달러에 달한다.
이 브로커는 컴퓨터 지원 거래의 초기 혁신가인 토머스 피터피(Thomas Peterffy)가 설립했으며 간접적으로 74.6%를 소유하고 의장을 맡고 있다.
1977년에 설립되어 1982년에 팀버 힐(Timber Hill Inc.)로 이름을 변경한 마켓 메이커이다. 1979년에는 증권거래소에서 최초로 공정가치 가격표를 사용했다. 1983년에는 거래에 휴대용 컴퓨터를 사용한 최초의 회사가 되었다. 1987년에 피터피는 자동으로 주문을 생성하고 시장에 제출하는 최초의 완전 자동화된 알고리즘 트레이딩 시스템을 만들었다. 1993년과 1994년 사이에 기업 그룹인 인터랙티브 브로커스 그룹(Interactive Brokers Group)이 만들어졌고 전자 중개업을 통제하고 시장 형성을 수행하는 팀버 힐과 별도로 유지하기 위해 자회사 인터랙티브 브로커스 LLC가 만들어졌다. 2014년 인터랙티브 브로커스는 증권 거래를 위한 비공개 포럼인 IEX에 대한 직접 액세스를 제공하는 최초의 온라인 브로커가 되었다. 2021년에 회사는 비트코인과 이더리움을 포함한 암호화폐 거래를 시작했다.
이 회사는 포춘 500대 기업에서 473위를 차지했다.